# Sobek
 Der er for få eller ingen kildehenvisninger i denne artikel, hvilket er et problem. Du kan hjælpe ved at angive troværdige kilder til de påstande, som fremføres i artiklen.

Sobek var en egyptisk frugtbarhedsgud. Han blev portrætteret med et krokodille-hoved og levede i Nilen, floden der var skyld i områdets frugtbarhed. Han var gud for helbredning, og han var tilbedt over hele Egypten. I mellemtiden (2040-1782 BCE) opstod der forskellige kulter rund om i Egypten, hvor man opdrættede krokodiller. Igennem krokodillernes liv, blev de opvartet som selve guderne. 1 speciel krokodille blev valgt til "den ultimative" som skulle ofres til guderne fordi den enten kunne være den største, eller opførte sig på en bestemt måde. 
- Wikimedia Commons har flere filer relateret til Sobek

| Mytologi | Spire Denne artikel om mytologi er en spire som bør udbygges. Du er velkommen til at hjælpe Wikipedia ved at udvide den. |